# Международный женский день
Международный женский день — праздник, который отмечается ежегодно 8 марта в ряде государств и стран мира.
Появился как день солидарности женщин в борьбе за женские права и эмансипацию. В 1945 году устав Организации Объединённых Наций стал первым международным документом, утвердившим принцип равенства мужчин и женщин. С 1977 года Международный женский день отмечается государствами-членами ООН.

## История

### Начало XX века

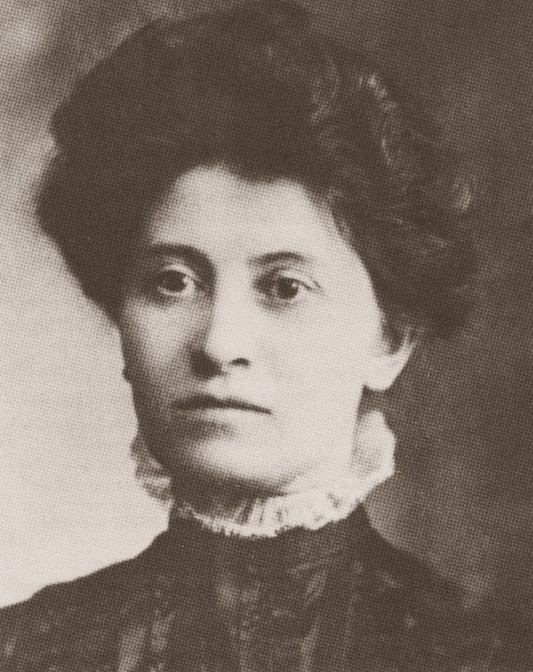
Тереза Малкиэль, председатель женского национального комитета Социалистической партии Америки

Международному женскому дню предшествовал Женский день, организованный социалистками США. 28 февраля 1909 года под эгидой Социалистической партии Америки и Сообществ социалисток по всей территории США прошли демонстрации «за равные избирательные права». Решение о проведении демонстраций было принято на общенациональном съезде Социалистической партии Америки, проходившем с 10 по 17 мая 1908 года в Чикаго. 28 февраля объявлялось «Днём женского избирательного права».
Позже, 28 декабря 1909 года в газете New York Call выходит статья «Woman’s Day» за авторством председателя Женского национального комитета Социалистической партии Америки Терезы Малкиэль, где последнее воскресенье февраля отныне объявляется Женским днём.

Национальный женский комитет с одобрения национального комитета объявляет 23 февраля, последнее воскресенье месяца, Женским днём.
Оригинальный текст (англ.)The 23rd of February, the last Sunday of the month, has been appointed by the national woman's committee and indorsed by the national committee as Woman's Day.

В начале 1910 года Тереза Малкиеэль, совместно с Антуанеттой Коников и Метой Лилиенталь, тоже являющимися активистками женского национального комитета, направляют письмо с напоминанием о предстоящем празднике в партийную прессу, в частности в газету The Progressive Woman, и своим однопартийцам, проживающим неподалёку. В обращении, опубликованном в Black Hills Daily Register 12 января 1910 года, среди авторов также указана Мэй Вуд Саймонс.
На следующий день, 28 февраля 1910 года в The New York Times выходит заметка «Социалисты празднуют Женский день», где сообщается что по всей стране прошли митинги социалистов за женское избирательное право.
Международный статус праздник получил на Второй международной конференции социалисток, проходившей в Копенгагене в августе 1910 года. В конференции приняли участие около 100 делегатов из 17 стран. Русских социалисток на конференции представляла Александра Коллонтай.
Вторая Международная конференция социалисток проходила в Копенгагене 26 — 27 августа. Она предшествовала VIII конгрессу Второго интернационала (28 августа — 3 сентября 1910, Копенгаген, Дания).
Часть делегаток, участвовавших в Конференции, являлись также делегатами Конгресса, например: К. Цеткин и А. Коллонтай
По итогам работы конференции был принят ряд резолюций. Одна из них касалась организации международного женского дня. В качестве основной цели обозначалась пропаганда избирательного права для всех взрослых женщин без каких-либо ограничений, связанных с наличием собственности, уплаты налогов, уровнем образования и пр. Этим требованием они дистанцировались от движения суфражисток. Праздник должен был иметь международный характер.

Вместе c классово-сознательными политическими и профсоюзными организациями своей страны социалистки всех национальностей должны организовать специальный Женский день, который, в первую очередь, должен способствовать пропаганде избирательного права для женщин.
Оригинальный текст (англ.)In agreement with the class-conscious political and trade organizations of the proletariat in their country the socialist women of all nationalities have to organize a special Women's Day, which in first line has to promote Women Suffrage propaganda.

— пп.2 пункта 3 Резолюции II международной конференции социалисток
Резолюция была выдвинута Кларой Цеткин, Кейт Дункер и другими товарищами. В некоторых источниках говорится, что вопрос о праздновании Международного женского дня был выдвинут Кларой Цеткин. Конкретная дата проведения женского дня в резолюции не упоминается. До 1914 года в разных странах этот день отмечали в различные числа марта.
В частности, в 1911 году он был впервые проведён в Германии, Австрии, Дании и Швейцарии; его отмечали 19 марта по предложению члена Центрального комитета Социал-демократической партии Германии Елены Гринберг, в ознаменование Мартовской революции 1848 года в Пруссии. В 1912 году этот день отмечался в тех же странах уже 12 мая.
В 1913 году женщины впервые вышли на митинги во Франции и России 2 марта, массовые демонстрации также прошли в Австрии, Чехии, Венгрии, Швейцарии, Голландии — 9 марта, в Германии — 12 марта.
В 1914 году женщины Австрии, Венгрии, Германии, Нидерландов, России, США, Швейцарии и других стран отметили Международный женский день 8 марта.

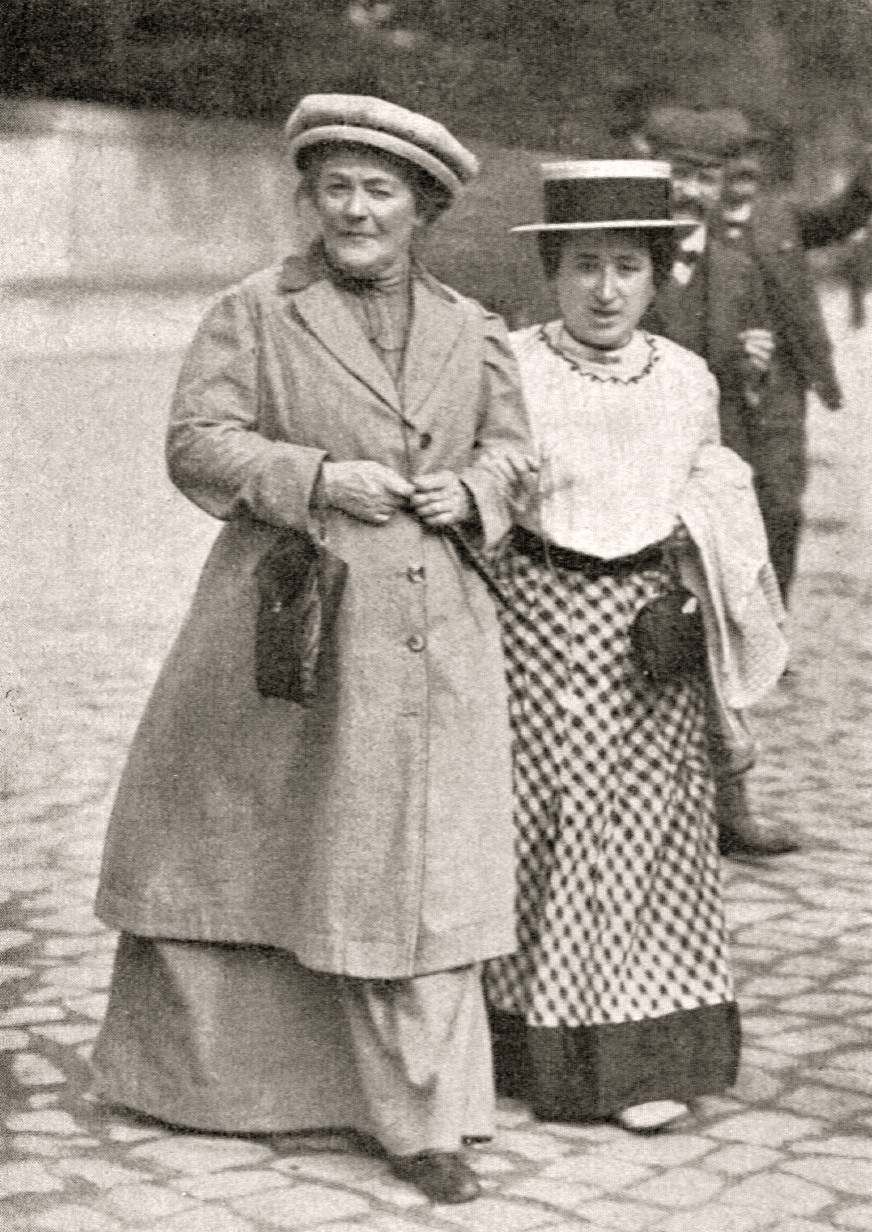
Клара Цеткин и Роза Люксембург, август 1910 года

До 1917 года полное или частичное право голоса получили женщины Новой Зеландии, Австралии, Финляндии, Норвегии, Дании, Исландии.

### Зарождение и становление праздника в России и СССР
Впервые Международный женский день отметили в России в 1913 году.

#### 1913 год
17 февраля (2 марта) 1913 года в 1 час дня в здании бывшей Калашниковской хлебной биржи состоялось «Научное утро по женскому вопросу». Проведение открытой демонстрации в те годы было невозможно, поэтому была выбрана своеобразная форма, позволяющая провести агитацию среди работниц («скрытый митинг»).
Митинги в те тяжелые годы не были разрешены. Но в Петрограде на Калашниковской бирже партийные работницы устроили „Научное утро по женскому вопросу“ с платой за вход по 5 коп. Это был „скрытый“ митинг.А. М. Коллонтай, Брошюра Международный день работниц (1920)
В прессе заблаговременно началась подготовка к празднованию Международного женского дня.
15 января (28 января) 1913 года в 11 номере Правды выходит объявление, содержащее краткое описание причин возникновения праздника и призывом провести во всех рабочих организациях и просветительских союзах лекции и доклады, посвящённые положению работниц в России и за рубежом, а также участию женщин в общем рабочем движении. Уже через неделю, 22 января (4 февраля) 1913 года, в 17 номере Правды публикуется список возможных тем докладов и список литературы для подготовки докладов и лекций.
Кроме того, Правда объявляет сбор информации о положении женщин в различных отраслях производства. Корреспондентам предлагается примерный список вопросов для систематизации материала. В дальнейшем эта информация будет использована для подготовки выпуска Правды, посвящённого Международному женскому дню.
В 36 номере Правды от 13 февраля (26 февраля) 1913 года было объявлено, что воскресный номер Правды от 17 февраля выйдет в увеличенном объёме (6 страниц) и будет полностью посвящён Международному женскому дню. В 38 номере также говорится, что 7 номер журнал «Вестник Приказчика» выйдет 17 февраля и будет посвящён «Женскому дню».
В публикациях Правды на тему Международного женского дня можно проследить разногласия между движением буржуазных феминисток и движением социалисток во взглядах на цель и задачи Международного женского дня и методах разрешения женского вопроса.
16 февраля (1 марта) 1913 года в Правде публикуется объявление о проведении «Научного утра по женскому вопросу», но без каких-либо подробностей о теме докладов или докладчиках. Указывается стоимость входного билета (5 копеек), место и время начала мероприятия.
17 февраля (2 марта) 1913 года выходит 40 номер Правды, посвящённый Международному женскому дню. Номер содержал специальные статьи о Женском дне, приветствия от рабочих коллективов России и зарубежных деятелей женского коммунистического движения, портреты борцов и деятельниц женского рабочего движения, а также краткие сводки о положении работниц в различных отраслях хозяйства. В нём же сообщалось, что на женский номер меньшевистской газеты Луч был наложен арест Петербургским комитетом по делам печати, а редактор будет привлечён к уголовной ответственности.
Приветствия к женскому дню прислали в газету различные группы рабочих мужчин и женщин, а также зарубежные лидеры женского рабочего движения. Корреспонденции, включая заграничной, было такое количество, что многие заметки пришлось включать в праздничный номер в сокращенном виде, а часть заметок вообще были опубликованы лишь в следующих выпусках Правды.
Подробности того, как прошло «Научное утро по женскому вопросу» сообщает нам заметка «Въ Калашниковской биржѣ», опубликованная в номерах 41-44 Правды за 1913 год.

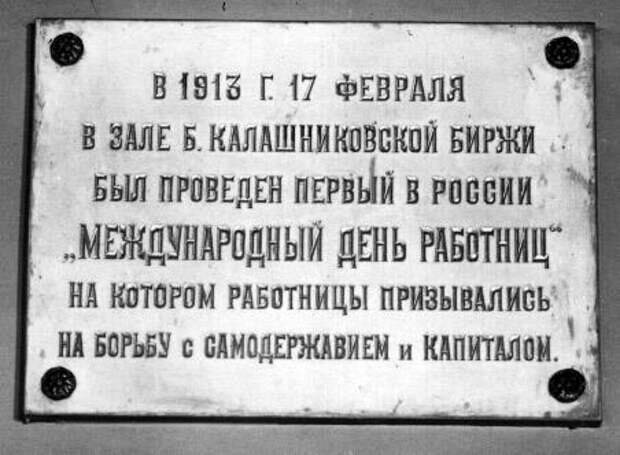
Памятная доска на бывшем здании Калашниковской биржи, посвящённая первому празднованию в России Международного дня работниц

Зал Калашниковской биржи был переполнен рабочими и работницами. Многие из тех, кто успел купить билеты не смогли попасть в зал, так как после начала докладов полиция перекрыла входы и даже докладчицы с трудом попадали в помещение. Дополнительно во дворе дежурили конные и пешие отряды полиции.
В целом ряде докладов вопрос об экономическом и правовом положении женщины-работницы был освещен полно и всесторонне; перед слушателями развернулась яркая картина её тяжелого бесправного положения в современном обществе. В докладах было также подчеркнуто резкое отличие женского пролетарского движения от движения буржуазных женщин-феминисток и тесная связь его с интересами и задачами рабочего класса в целом.Заметка «Въ Калашниковской биржѣ», газета Правда № 41 – 44, 1913 г.
Содержание докладов «Научного утра по женскому вопросу»:
- Янчевская М. М. — Вступительное слово. Роль женщин в рабочем движении[26][27].
- А. Алексеева — Положение женщины работницы в промышленности[26][28].
- Маргулис — Зачем работнице политические права?[26][28]
- Кувшинская — Законодательная охрана женского труда в России и за границей[26][29].
- А. Я. Гуревич — Проституция: причины и особенности её развития среди неимущих слоев населения[26][29].
- Картечьева — Положение женщины-крестьянки в поэзии Н. А. Некрасова[26][30].
- Куделли — Развитие самосознания русской женщины[26][30].

После окончания докладов П. Ф. Куделли зачитала резолюцию, которая была поддержана присутствующей публикой.
После окончания «Научного утра» полиция перехватила и арестовала некоторых из выступавших ораторш.
Помимо «Научного утра», собрания, посвящённые Международному женскому дню, проходили и в различных культурно-просветительских обществах и коллективах рабочих.
Начальник Петербургского охранного отделения в своём докладе директору департамента полиции от 19 февраля 1914 года охарактеризовал первое в России праздновании Международного женского дня следующим образом:
Сорганизованный «женский день» 17 февраля прошлого года хотя и не был отмечен, так широко, как хотели этого руководители местных социал-демократических организаций, но послужил толчком к пробуждению солидарности работниц и интереса к политической партийной работе. Наглядным примером служат факты последовавших затем выборов женщин в члены правлений разных культурно-просветительных обществ и профессиональных союзовВр. и. о. начальника отделения, подполковник Еленский, Из доклада начальника Петербургского охранного отделения директору департамента полиции, 19 февраля 1914 г., № 4919, опубликованному в историческом журнале центрального архивного управления СССР и РСФСР Красный архив за 1938 год, т.2 (87), стр.8—9
Информация о праздновании в России Международного женского дня нашла отражение в зарубежной социалистической прессе. Например, в майском номере журнала The Progressive Woman за 1913 год Мета Лилиенталь (Штерн) даёт краткую сводку о том, что Международный женский день в России проходил под присмотром полиции и упоминает, что номер рабочей газеты «Луч» был конфискован, а редактор газеты подвергнут репрессиям:

В России, где Женский день отмечался впервые, демонстрация была омрачена обычным вмешательством полиции и преследованием со стороны правительства. Сообщения о собраниях пока не дошли до нас, но наши русские товарищи сообщили, что специальный выпуск, посвящённый Женскому дню, опубликованный рабочей газетой «Lutsch», был конфискован, а его редактор заключён в тюрьму.
Оригинальный текст (англ.)In Russia, where a Woman's Day was observed for the first time, the demonstration was marred by the usual police interference and government persecution. Reports of the meetings have not yet reached us, but our Russian comrades have sent word that a special Woman's Day issue, published by the labor paper "Lutsch," has been confiscated and its editor imprisoned.
— Журнал The Progressive Woman, Vol. 7, No. 71, May, 1913, стр.12

#### 1914 год
В 1914 году День работниц был назначен на воскресенье 23 февраля 1914 года.
Подготовка к празднику в социалистической прессе началась заблаговременно. Газета Путь Правды, как и в 1913 году, призывала рабочих и работниц проводить собственные собрания, посвящённых Международному дню работниц, в своих коллективах и обществах, присылать информацию с мест о положении женщин в различных отраслях хозяйства, публиковала объявления о лекциях и собраниях, посвящённых Дню работниц.
Накануне праздника работницы предприятий, где применялись сверхурочные работы, заявили хозяевам, что в воскресенье они на работу не выйдут, так как будут праздновать женский день.
Противодействие властей.
Власть и полиция противодействовали проведению «Дню работниц» в городах.
Например, градоначальником Москвы во все профессиональные организации города были разосланы предупреждения о том, что запланированные на 23-е февраля собрания разрешены не будут.

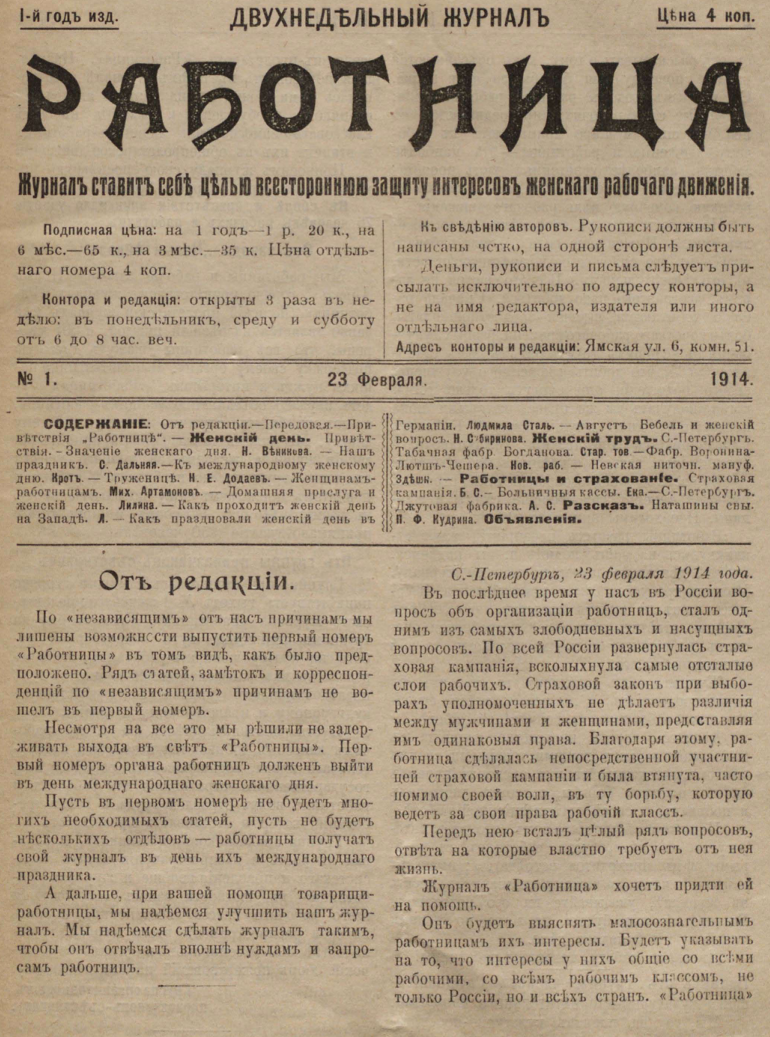
Первая страница праздничного номера журнала «Работница» от 23.02.1914

В Киеве и некоторых других городах также было отменено празднование «Женского дня». В Киеве для предупреждения демонстраций в ночь на 23 февраля прошли обыски у слушательниц Киевских женских курсов.
Петербургская полиция сначала дала разрешение на проведение нескольких собраний. Позже выяснилось, что это был провокационный приём, позволивший выявить партийные кадры, задействованные в организации празднования. В течение 18 и 19 февраля были арестованы почти весь состав организаторов (около 30 человек). В частности была арестована П. Ф. Куделли, А. В. Артюхина Лидия Чумакова, К. И. Николаева, Антонова, Устюхина, Савельева, Девяткина.
Перед 23 февраля была арестована почти вся редакция журнала Работница. В частности были арестованы Ф. И. Драпкина, К. Н. Самойлова. Но несмотря на арест редакции первый номер журнала всё же вышел в Международный день работниц и был распространён на фабриках и заводах. В Москву первый номер к 23 февраля доставлен не был.
Рабочие газеты (Путь Правды, Северная рабочая газета) посвятили свои номера, выходившие 23 февраля женскому дню.
Празднование в Петербурге.
И всё же, несмотря на противодействие полиции и властей «День работниц» так или иначе отметили уже во многих городах страны.
В Петербурге из десяти запланированных собраний было разрешено только одно. Массы работниц, приходивших на запланированные собрания и обнаружившие, что их отменили, не расходились по домам, а гуляли гурьбой по другим адресам или просто по улицам различных районов города.
В № 2 Работницы и № 21 газеты Путь Правды приведено описание того, как проходило празднование в Петербурге.
Собрание проходило в 7 часов вечера в зале Фёдоровой на Малой Гребецкой ул. д.3 (по другим данным на Большой Гребецкой улице)
Из донесения начальника Петербургского охранного отделения следует, что изначально в программу собрания входило пять докладов:
- Развитие женского вопроса в 19 веке.
- Женщина-работник в торговле и промышленности.
- Охрана женского труда в России и на Западе.
- Работница и профессиональное движение.
- Работницы табачной промышленности.

На собрании были заслушаны реферат В. Р. Менжинской (в другом источнике Медясинская) «Борьба женщин за избирательные права» и доклад работницы Павловой (в другом источнике Панова) о положении женщины-работницы в торговых заведениях.
Остальные доклады не состоялись из-за ареста докладчиц за несколько дней до праздника. Заменить докладчиц полицейский, присутствовавший на собрании, не позволил.
После окончания собрания часть публики, выйдя на улицу, начала петь Марсельезу. Вскоре наряды полиции рассеяли толпу. В Правде сообщалось, что после этого толпа снова собралась и направилась к Невскому проспекту, распевая революционные песни. В донесении начальника Петербургского охранного отделения об этом не упоминается.
Однако, разѣянные рабочіе и работницы сомкнулись скоро снова и еще большей толпой, съ пѣніемъ революціонныхъ пѣсенъ двинулись на Большой пр., увлекая за собой много гулявшихъ. Былъ уже одинадцатый часъ вечера. У дома №28 демонстрантовъ встрѣтили пѣшіе и конные городовые, которые съ обычной „быстротой“ разсѣяли толпу, арестовавъ троихъ. Черезъ нѣсколько минутъ рабочіе и работницы вновь собрались и двинулись къ Народному дому, откуда направились по Каменноостровскому проспекту по направленію къ Невскому. Дойдя до Невскаго рабочіе и работницы съ пѣніемъ революціонныхъ пѣсенъ двинулись дальше. При появленіи полиціи толпа съ крикомъ: “Да здравствуетъ женское равноправіе” разошлась. Были арестованы на Невскомъ еще двое рабочихъ.Заметка «Какъ прошелъ женскій день въ Петербургѣ.», журнал Работница №2, стр.3, 1914 г.
Празднование в других городах.
В Москве состоялось несколько летучих митингов, также митинг женщин-текстильщиц.
В Самаре прошла публичная лекция на тему «Женщина-работница и её участие в кооперации». В рабочем журнале «Заря Поволжья» была опубликована статья «тенденциозного содержания под заглавием „Завтра женский день“».
В Ростове-на-Дону женский день прошёл «с большим подъемом, как в пролетарской среде, так и в интеллигентных кружках». Прошло несколько лекций в различных рабочих клубах.
В Минске прошли забастовки среди работниц модных мастерских.
В Кронштадте среди работниц и моряков были распространены прокламации Петербургского комитета социал-демократической рабочей партии.
Имеются упоминания о праздновании женского дня в Екатеринбурге, Саратове, Иваново-Вознесенске и других городах.

#### 1915 и 1916 годы
В 1915 и 1916 годах в России Международный женский день не отмечался из-за тяжёлой ситуации в связи с разразившейся Первой мировой войной.
Но партийные организации и группы большевиков в крупных городах (например, Петроград, Харьков) и в эти годы выпускали прокламации к Женскому дню и распространяли их среди рабочих.

#### 1917 год
Февраль 1917 года стал важной вехой в истории праздника, поскольку 23 февраля (8 марта) 1917 года совпало с началом Февральской революции. Петроградские большевики воспользовались празднованием Международного дня Работниц для организации митингов и собраний против войны, дороговизны и тяжёлого положения работниц, которые особенно бурно происходили на Выборгской стороне, стихийно переходя в забастовки и революционные демонстрации. В этот день бастовало более 128 тыс. рабочих, а колонны демонстрантов с рабочих окраин направились к центру города и прорвались на Невский проспект, по которому к Городской думе прошла процессия с требованиями женского равноправия и хлеба.
В первом номере газеты Правда за 1917 года, есть краткие сведения о том, как проходил Женский день в 1917 году в Петрограде.
23-го февраля,—въ Женскій День, была объявлена стачка на большинствѣ фабрикъ и заводовъ. Женщины были настроены очень воинственно. Не только работницы, но массы женщинъ, стоящихъ въ хвостахъ за хлѣбомъ, за керосиномъ. Онѣ устраивали митинги, онѣ преобладали на улицахъ, двигались къ Городской Думѣ съ требованіемъ хлѣба; онѣ останавливали трамваи. —„Товарищи, выходите!" — раздавались энергичные возгласы. Онѣ являлись на фабр ки и заводы и снимали съ работъ. Вообще женскій день прошелъ ярко, и революціонная температура начала съ этого дня подниматься. Боевое настроеніе вылилось въ демонстраціи, митинги и схватки съ полиціей.Газета «Правда» №1 за 1917 г. Заметка «Ходъ событій»
Во втором номере Правды в заметке «Великій день», посвящённой международному женскому дню, подчёркивается вклад и роль женщин в революционных событиях в Петрограде и в Москве.
Недѣлю назадъ, 23-го февраля, въ Петроградѣ старая власть помѣшала женщинамъ-работницамъ праздновать свой день. Изъ-за этого произошли на Путиловскомъ заводѣ первыя столкновенія, перешедшія въ демонстраціи и въ революцію.
Первый день революціи — Женскій день, день Женскаго Рабочаго Интернаціонала.
Слава Женщинѣ!
Слава Интернаціоналу!
Женщины первыми вышли на улицу Петрограда въ свой Женскій День.
Женщины въ Москвѣ во многихъ случаяхъ рѣшили судьбу войскъ: онѣ входили въ казармы, онѣ убѣждали, и солдаты переходили на сторону революціи.
Слава Женщинѣ!Газета «Правда» №2 за 1917 г. Заметка «Великій день»

#### 1921 год
Закрепление даты Международного женского дня за 8 марта впервые состоялось в 1921 году на II Международной конференции коммунисток.
Вторая Международная конференция коммунисток проходила в Москве с 9 по 15 июня 1921 года. Она предшествовала III Конгрессу Коммунистического Интернационала.
В работе конференции приняли участие 82 женщины-делегата, представляющие 28 стран: Германию, Францию, Италию, Англию, Америку, Швейцарию, Испанию, Австрию, Венгрию, Чехословакию, Голландию, Швецию, Норвегию, Финляндию, Румынию, Болгарию, Югославию, Белоруссию, Литву, Эстонию, Татарскую республику, Армению, Грузию, Азербайджан, Монголию, Корею, Персию и Туркестан.
На заключительном вечернем заседании болгарская делегация выступила с резолюцией о необходимости празднования Международного женского дня в единую дату по всему миру. Представительница от РСФСР Николаева предложила закрепить текущую дату (8 марта) в память об участии женщин Петрограда в демонстрациях 23 февраля (8 марта) 1917 года, приведших к свержению монархии.

Затем последовала резолюция болгарской делегации о том, что Международный женский день должен отмечаться в один и тот же день во всех странах Востока и Запада. Товарищ Коллонтай предложила не устанавливать дату сейчас, а оставить этот вопрос на усмотрение Международного секретариата. Товарищ Николаева предложила не менять текущую дату, так как в тот исторический день женщины Петрограда впервые восстали против царизма. Предложение товарища Николаевой было принято единогласно, и 8 марта утверждено как Международный день работниц.

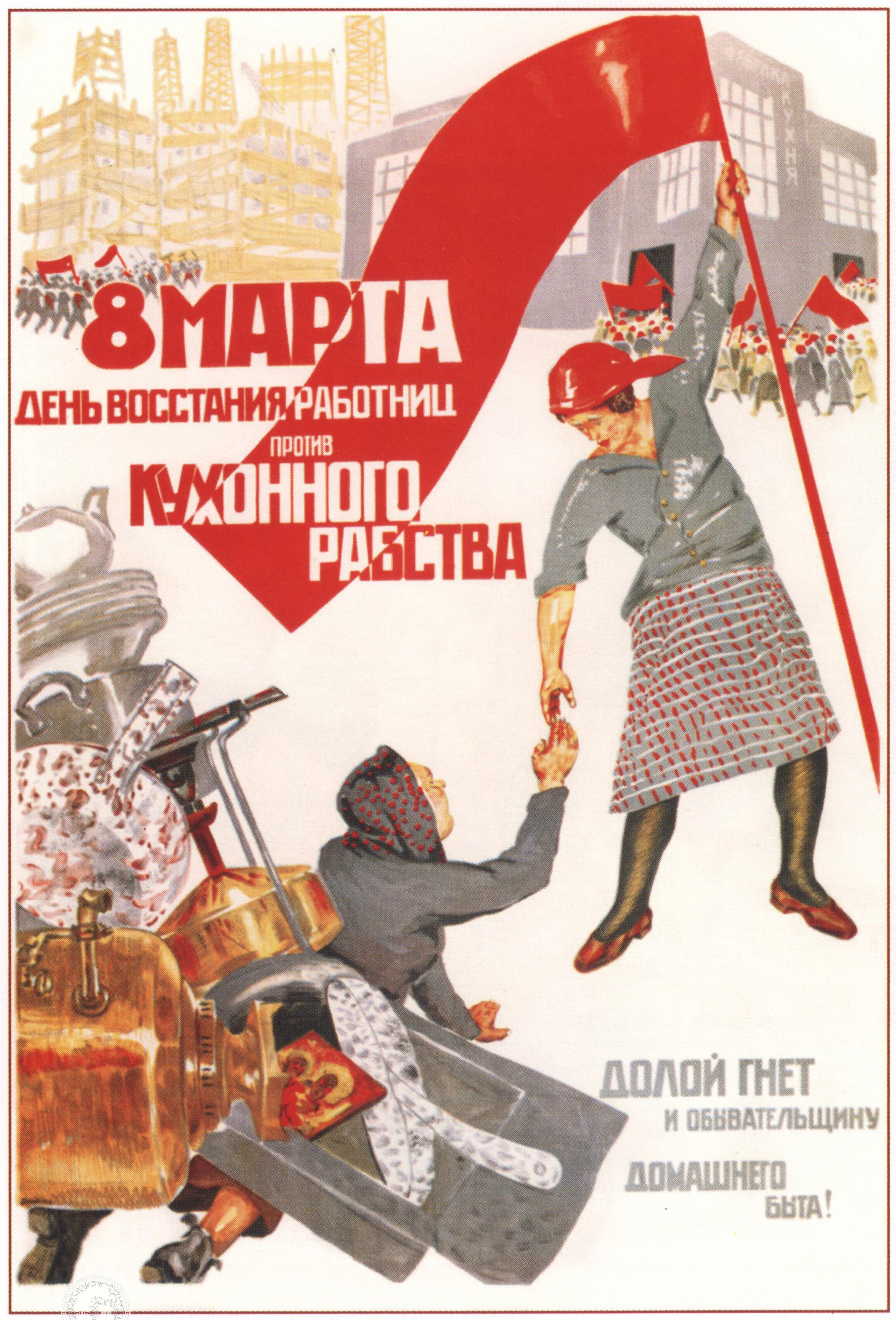
Агитационный плакат «8 марта — день восстания работниц против кухонного рабства! Долой гнёт и обывательщину домашнего быта!», Дейкин Б., 1932, СССР

Оригинальный текст (англ.)Then there was a resolution by the Bulgarian Delegation that the International Women’s day should take place on the same day in all countries of the East and West. Comrade Kollontai proposed that they should not fix day now, but thy should leave it to the International Secretariat. Comrade Nicholayeva proposed that the day should not be changed, as on that historic day the women of Petrograd first rose against Tzarism. Comrade Nicholayeva’s proposal was accepted unanimously, and the 8th of March is the approved International Day of Women Workers.

— Газета Moscow №23 (англоязычное ежедневное издание, освещающее работу III конгресса Коммунистического Интернационала)

#### В годы ВОВ
Л. В. Даниленко, проанализировав советские публикации последних двух лет Великой Отечественной войны на тему Международного женского дня, пришёл к выводу, что в то время праздник был посвящён в основном «мужественным» женщинам, достигшим успехов в «мужских» профессиях.

#### 1965 год
В соответствии с указом Президиума Верховного Совета СССР от 8 мая 1965 года, Международный женский день стал не только праздником, но и нерабочим днём.

### Празднование в других странах
С момента своего официального признания в России после Октябрьской революции 1917 года этот праздник отмечался главным образом в социалистических странах. Китайские коммунисты праздновали его с 1922 года, а испанские коммунисты — с 1936 года. После основания Китайской Народной Республики 1 октября 1949 года день 8 марта был официально провозглашён женским праздником, в который китайские женщины работают неполный день.

### Международный женский день и ООН
В резолюции A/RES/3010 от 18 декабря 1972 года Генеральная Ассамблея ООН провозгласила 1975 год Международным годом женщин. В рамках этого года была созвана Всемирная конференции по проблемам женщин (19 июня — 2 июля 1975 года, Мехико, Мексика) на которой была принята Мексиканская декларация о равенстве женщин и их вкладе в развитие и мир. Исходя из предложений и рекомендаций, принятых Конференций, Генеральная Ассамблея ООН объявила период с 1976 по 1985 Десятилетием женщины (резолюция A/RES/3520).
В 1977 году Генеральная Ассамблея ООН (резолюция A/RES/32/142) предложила государствам объявить, в соответствии с их традициями и обычаями, любой день 1978 года (Международный год борьбы против апартеида) Днём борьбы за права женщин и международный мир.
Проходившая в Париже в 1978 году 20-я Генеральная конференция ЮНЕСКО указывает в резолюции С/13.2 датой Международного женского дня 8 марта.
В настоящее время 8 марта является официальной датой Международного женского дня. Ежегодно ООН объявляет девиз Международного женского дня. Девиз 2025 года: «Для всех женщин и девочек: права, равенство, расширение возможностей».
Девизы прошлых лет:
- 2000: «Единство женщин в борьбе за мир».
- 2001: «Права женщин и международный мир».
- 2002: «Афганские женщины сегодня: возможности и реалии».
- 2003: «Гендерное равенство и ЦРТ».
- 2004: «Женщины и ВИЧ/СПИД».
- 2005: «Равноправие женщин после 2005 года: за гарантированное будущее».
- 2006: «Женщины в процессе принятия решений: ответы на вызовы и осуществление перемен».
- 2007: «Прекращение безнаказанности в случаях насилия в отношении женщин и девочек».
- 2008: «Инвестирование в интересах женщин и девочек».
- 2009: «Женщины и мужчины, сообща покончим с насилием в отношении женщин и девочек».
- 2010: «Равные права, равные возможности: прогресс для всех».
- 2011: «Равный доступ к образованию, профессиональной подготовке, достижениям науки и техники — путь к достойной работе для женщин».
- 2012: «Расширение прав и возможностей сельских женщин — нет голоду и нищете».
- 2013: «Обещание есть обещание — время для действий по искоренению насилия в отношении женщин».
- 2014: «Равенство в интересах женщин — это прогресс в интересах всех!».
- 2015: «Расширение возможностей женщин — расширение возможностей человечества. Помните об этом!».
- 2016: «Планета 50-50 к 2030 году: Мы выступаем за гендерное равенство».
- 2017: «Женщины в изменяющемся мире труда: Планета 50-50 к 2030 году».
- 2018: «Время настало: Сельские и городские активистки меняют жизнь женщин к лучшему».
- 2019: «Задумайся о равенстве, созидай дальновидно, разрабатывай новые методы в целях изменений».
- 2020: «Я — поколение равенства: реализация прав женщин».
- 2021: «Женщины на руководящих постах: Достижение равноправного будущего в эпоху COVID-19».
- 2022: «Гендерное равенство сегодня ради экологически устойчивого завтра».
- 2023: «DigitALL: инновации и технологии для гендерного равенства».
- 2024: «Инвестируйте в женщин, ускоряйте прогресс»[71].

## В современном мире

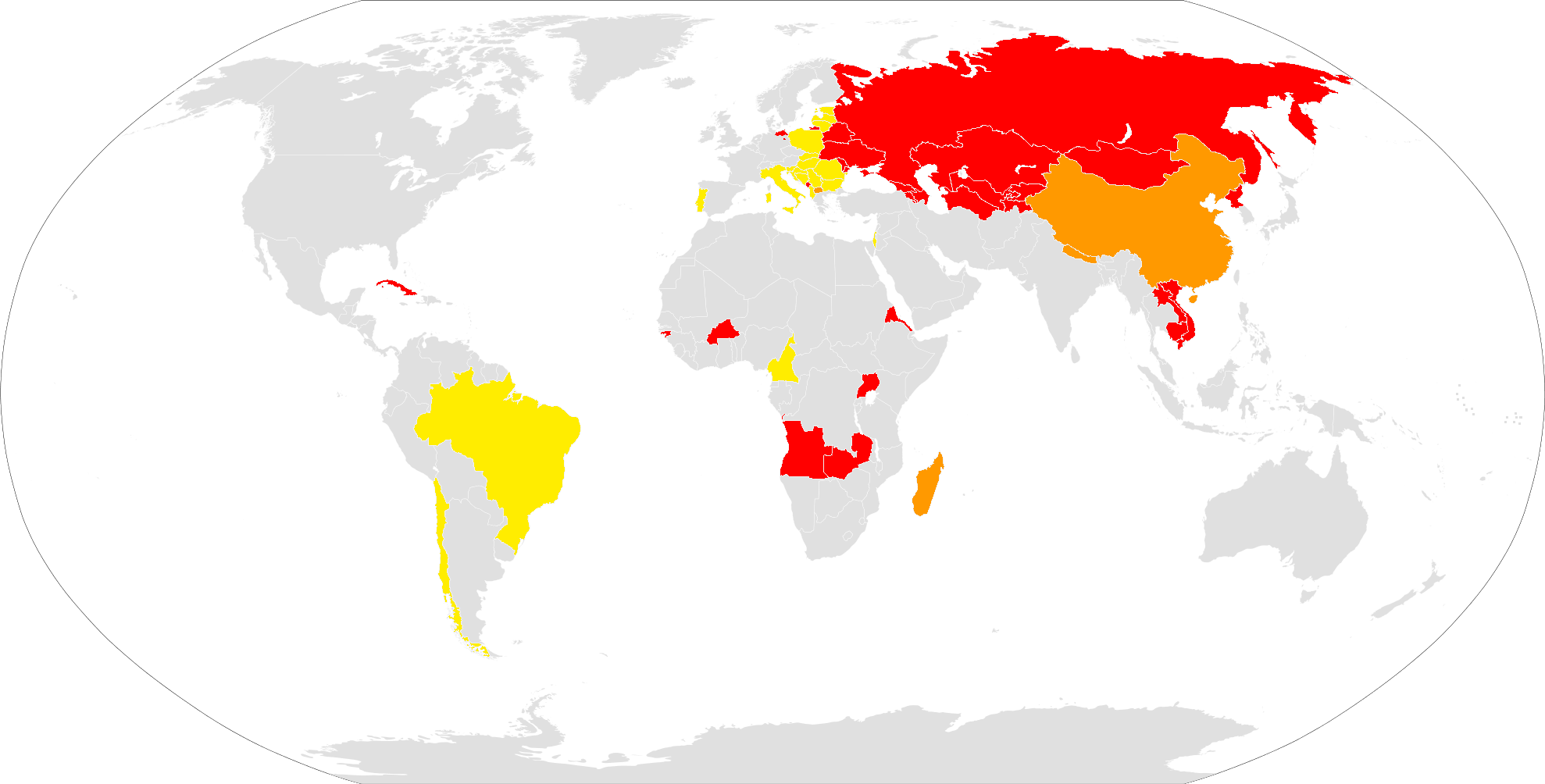
Выходной день
Выходной день для женщин
Отмечается без выходного дня

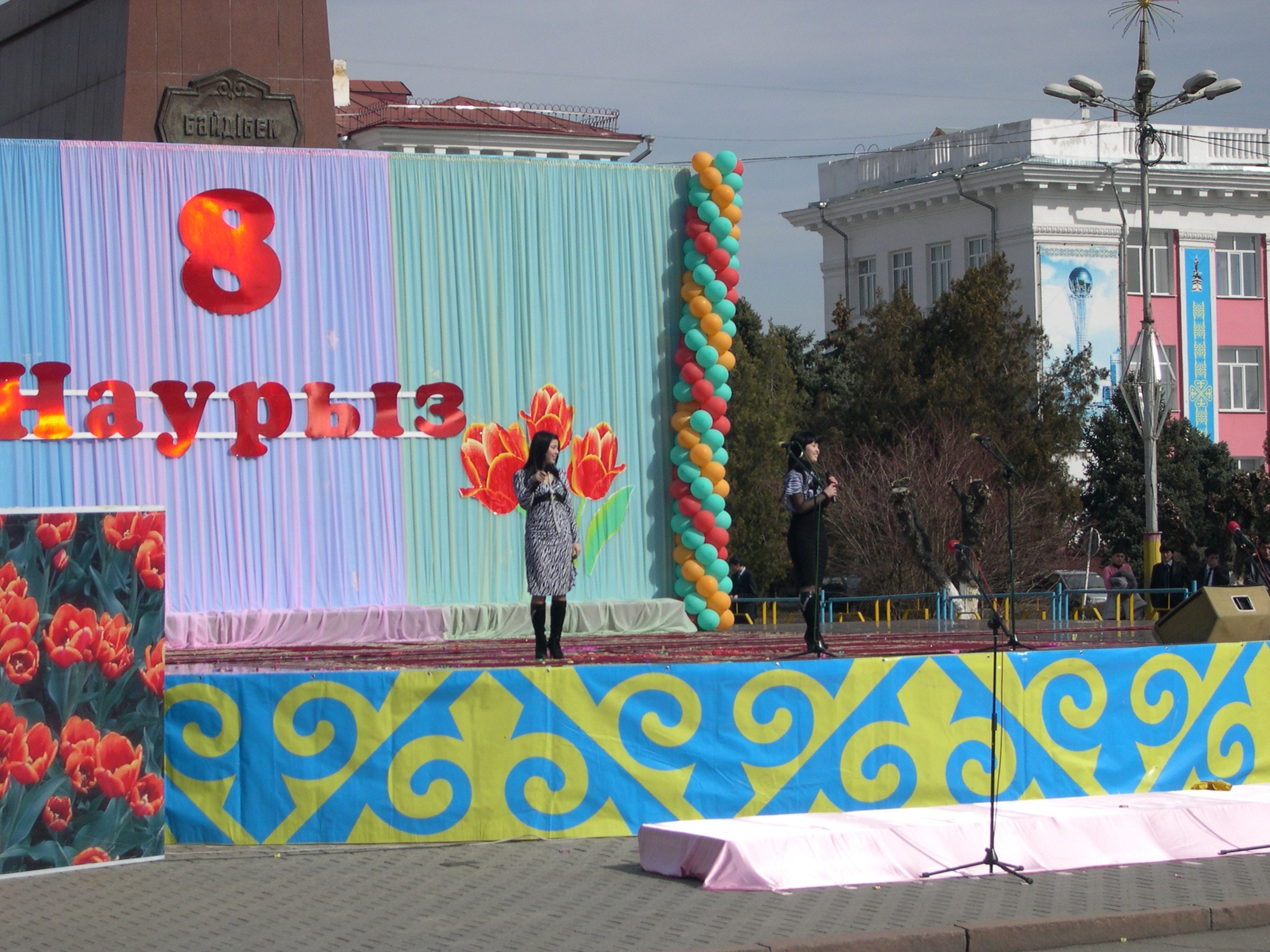
Празднование 8 Марта в Казахстане

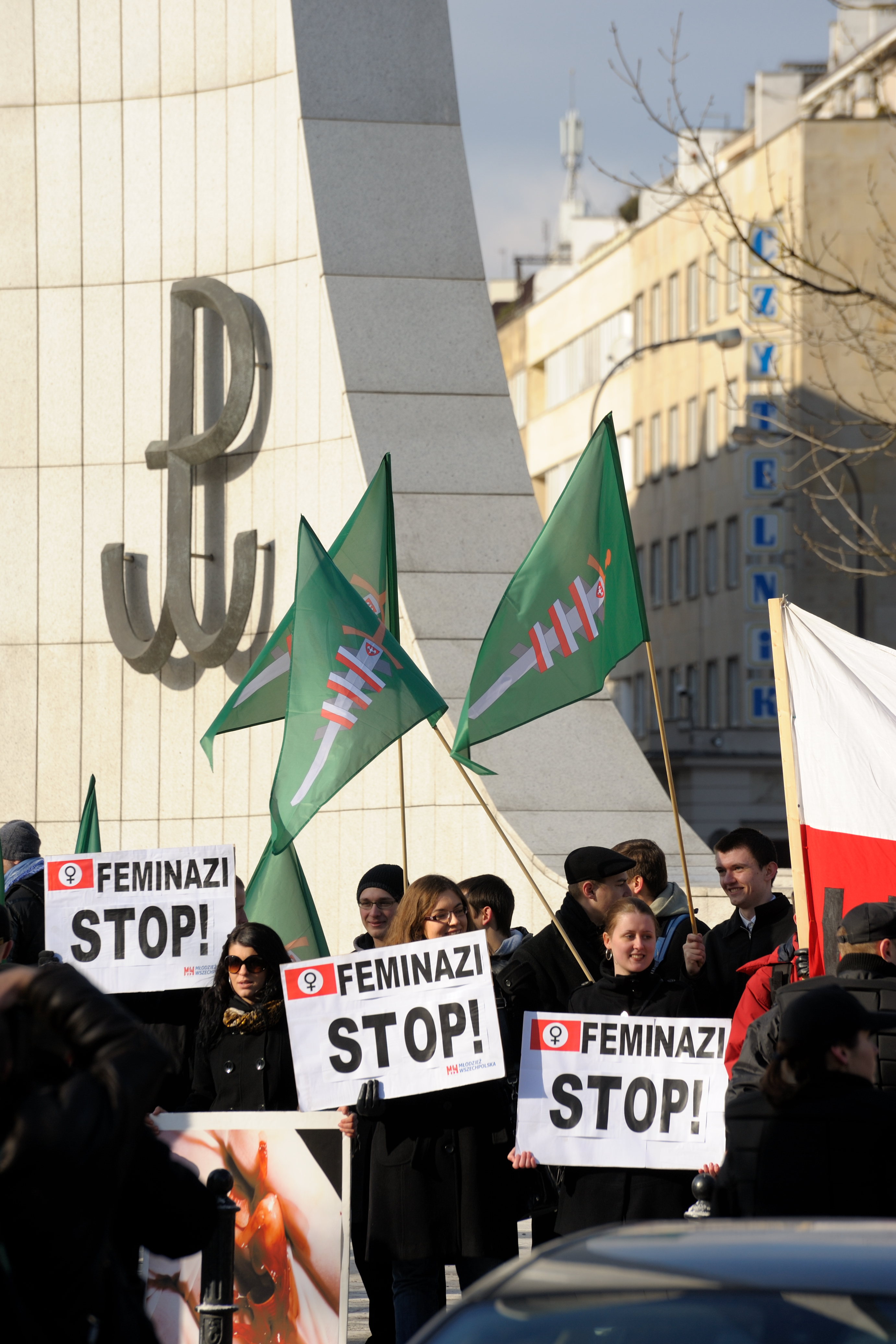
Антифеминистические протесты в Польше, приуроченные к 8 марта

В настоящее время 8 марта отмечается как Международный женский день (либо как День женщины, День матери и т. д.) и является нерабочим праздничным днём во всех странах бывшего СССР  за исключением стран Прибалтики.
В Китае предусмотрен укороченный рабочий день только для женщин. В Германии 8 марта является с 2019 года региональным праздником и выходным днём в Берлине, а с 2023 года также в земле Мекленбург-Передняя Померания.

### Россия

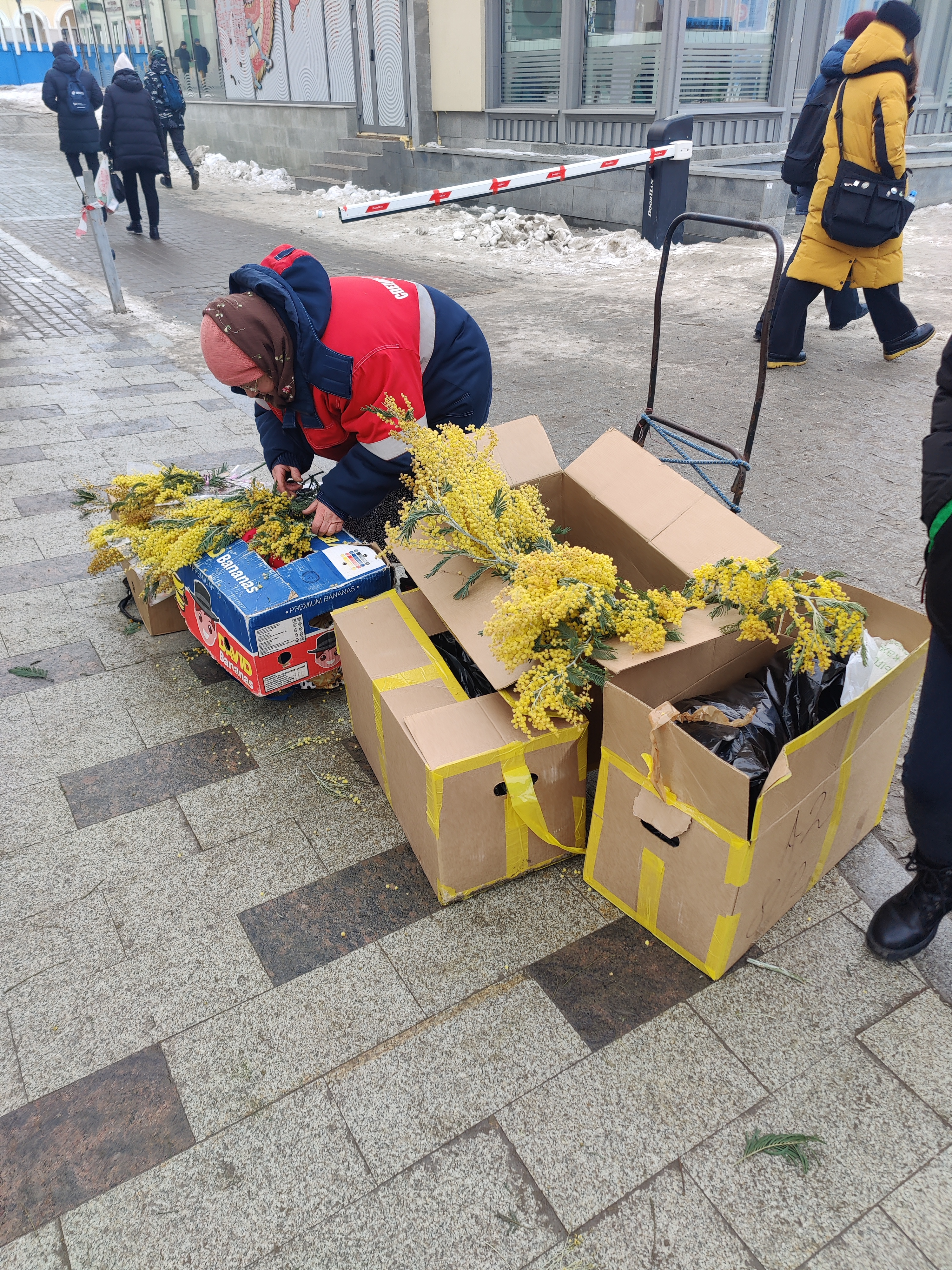
Уличная распродажа мимозы, ставшей в России традиционным подарком к 8 марта

Постепенно праздник потерял свою феминистскую окраску, став днём поздравлений женщин, девушек и даже девочек в кругу семьи, в трудовом и учебном коллективе.
После распада Советского Союза день 8 марта остался государственным праздником Российской Федерации. Празднование 8 марта в России включает устоявшуюся традицию дарения женщинам цветов и прочих подарков. Цветы остаются самым желанным подарком к 8 марта: каждый второй мужчина хотел бы их подарить своей любимой, а каждая вторая россиянка хотела бы получить их в качестве подарка. При этом первоначальный смысл этого дня — борьба против дискриминации одного пола — давным-давно забыт, и в результате этот день отмечают «просто как праздник женщин».
Некоторые авторы и организации критикуют сложившиеся на территории бывшего СССР восприятие Международного женского дня и характер его празднования: по их мнению, праздник, вопреки своему первоначальному смыслу, пропагандирует сексистские стереотипы.
Мероприятия, проводимые российскими феминистками
Современные феминистки регулярно проводят в этот день мероприятия, посвящённые гендерному равноправию, подчёркивая необходимость борьбы с домашним насилием в отношении женщин, занижением заработной платы, а также прочими проявлениями дискриминации. В 2014 году феминистки провели акцию в Москве.

## Другие международные дни, посвящённые женщинам
Помимо Международного женского дня при поддержке ООН также отмечаются: Международный день нетерпимого отношения к калечащим операциям на женских половых органах (6 февраля), Международный день женщин и девочек в науке (11 февраля), Международный день борьбы с сексуальным насилием в условиях конфликта (19 июня), Международный день вдов (23 июня), Международный день девочек (11 октября), Международный день сельских женщин (15 октября), Международный день борьбы за ликвидацию насилия в отношении женщин (25 ноября).

### Международный день вдов
Международный день вдов предоставляет возможность для действий, направленных на обеспечение в полном объёме признания прав вдов, которые так долго выпадали из поля зрения, оставались неучтёнными и которым не уделялось должного внимания. Эти действия включают расширение прав и возможностей вдов путём предоставления необходимых услуг в области здравоохранения и просвещения, обеспечение их достойной работой, а также широкое привлечение вдов к участию в принятии решений и общественной жизни без угроз насилия даст им возможность строить новую жизнь после тяжёлой утраты. Создание возможностей для вдов будет также способствовать защите их детей и поможет избежать порочного круга передающихся из поколения в поколение нищеты и лишений.
- Во многих странах, особенно в Африке и в Азии, вдовы становятся жертвами физического и психологического насилия, в том числе сексуального, а также насилия, связанного со спорами в отношении наследственных, земельных и имущественных прав. Не обладая правами на собственность своего супруга, вдова может стать жертвой злоупотребления и в итоге выдворенной из собственного дома. В Африке жестокое отношение к вдовам не знает ни этнических, ни классовых границ, и не зависит от уровня дохода и, таким образом, ставит женщин в положение наиболее уязвимых и обездоленных в регионе.
- Вдов понуждают участвовать в пагубных, унижающих достоинство и нередко угрожающих жизни традиционных ритуалах погребения и скорби. Например, в ряде стран вдов заставляют пить воду, которой обмывалось тело покойного. Траурные церемонии могут включать сексуальные отношения с родственниками мужа.

### Международный день женщин и девочек в науке
Международный день женщин и девочек в науке отмечается 11 февраля на основании резолюции Генеральной ассамблеи Организации Объединённых Наций (ООН), принятой 22 декабря 2015 года для обеспечения полного и равного доступа к науке для женщин и девочек и их участия в ней. Праздник стали отмечать с 2016 года, спустя два года после принятия резолюции ООН «Наука, техника и инновации в целях развития» (декабрь 2013 года), среди целей которой — достижение полноправного участия женщин всех возрастов в развитии науки, техники и инноваций.

## День 8 марта в советской филателии
В 1949 году в СССР была выпущена серия почтовых марок, посвящённых этому празднику:

Серия марок
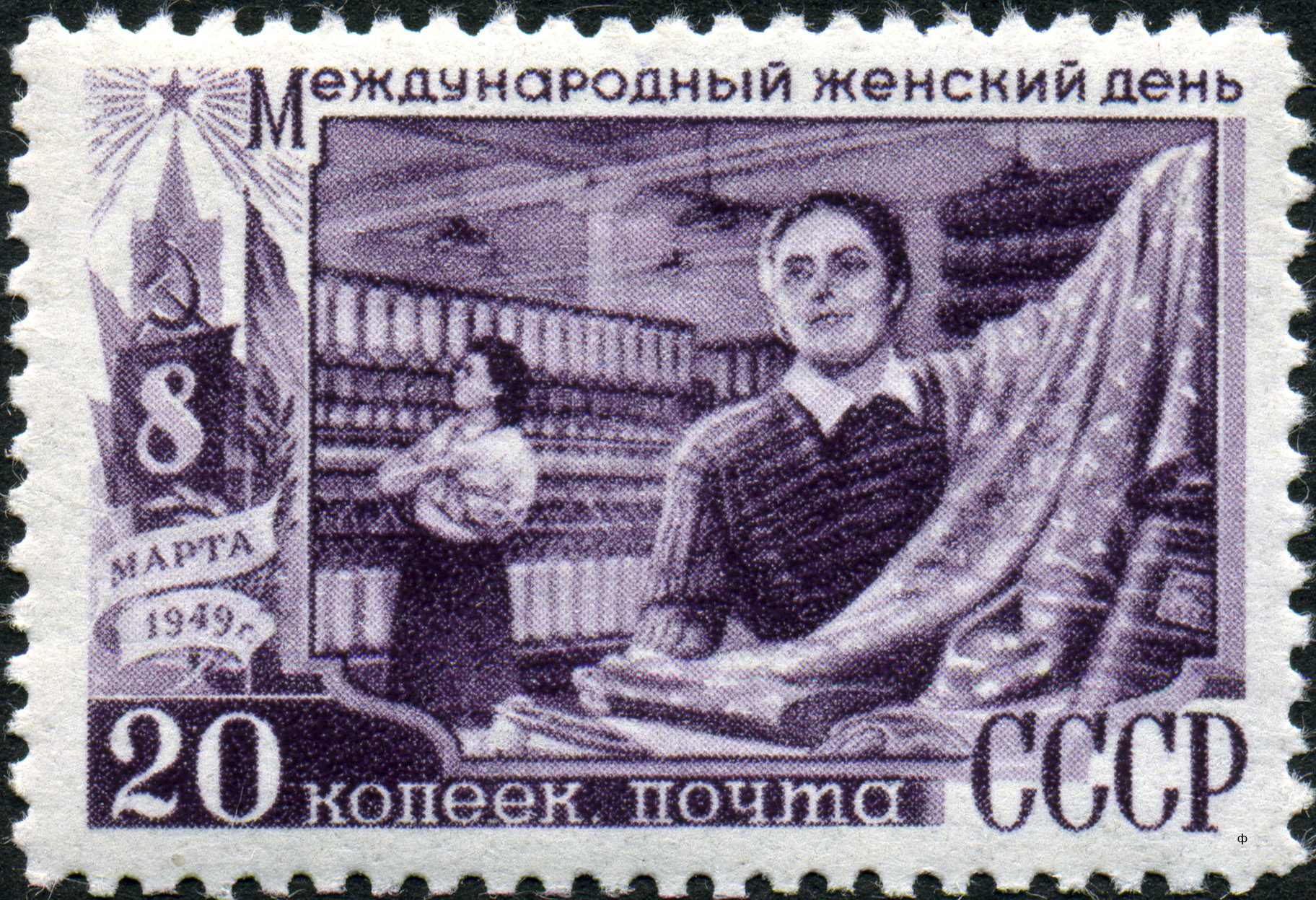
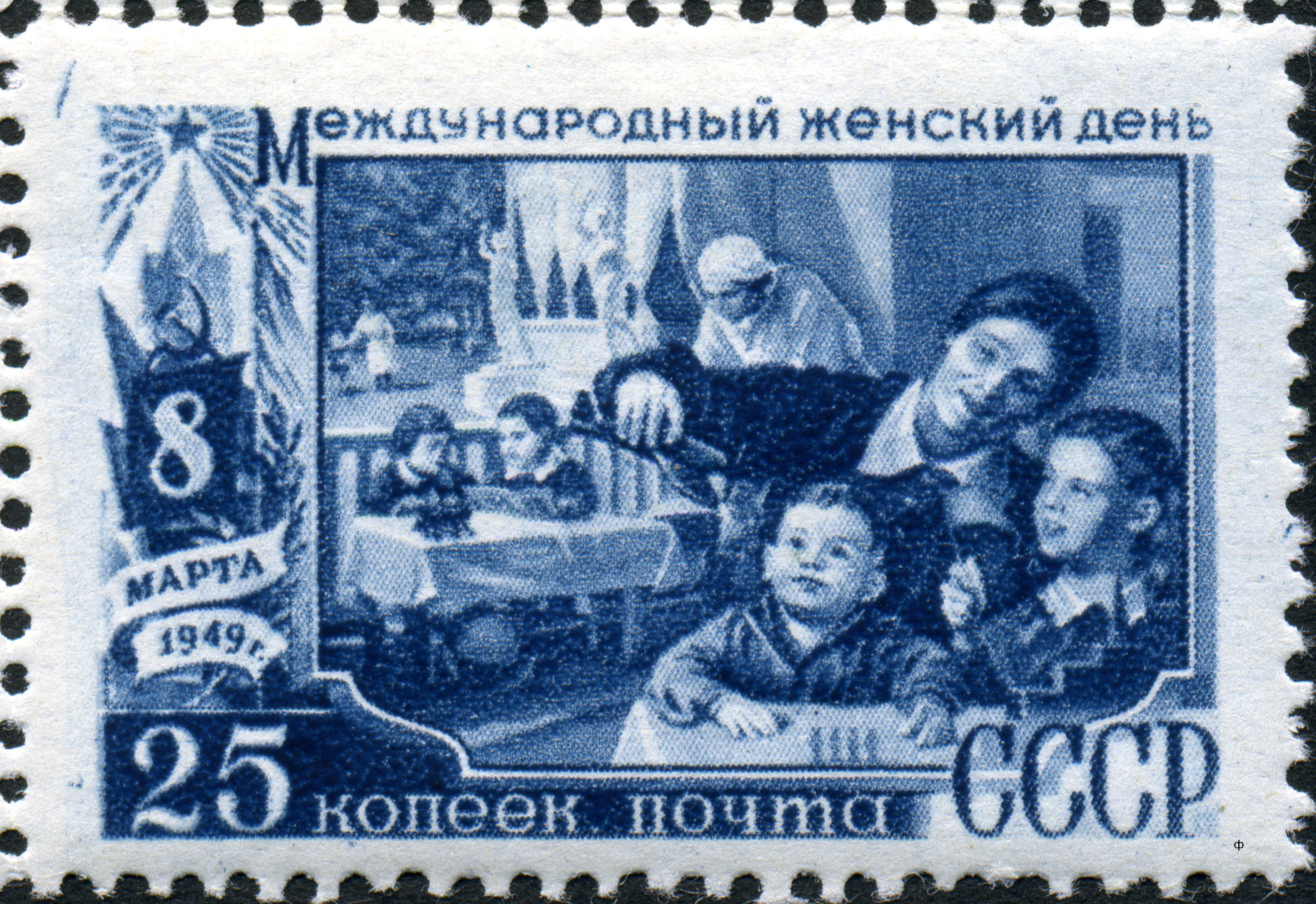
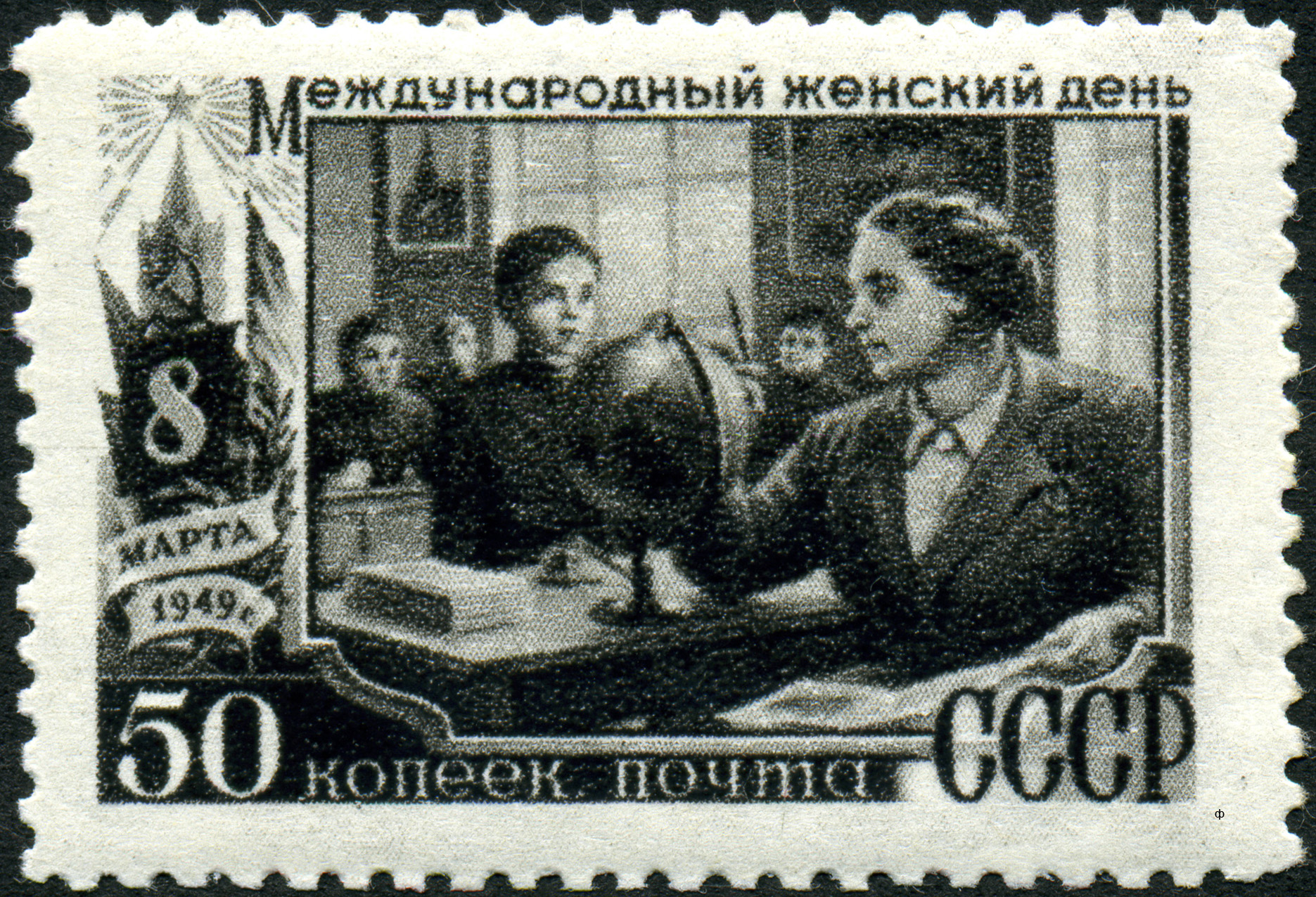
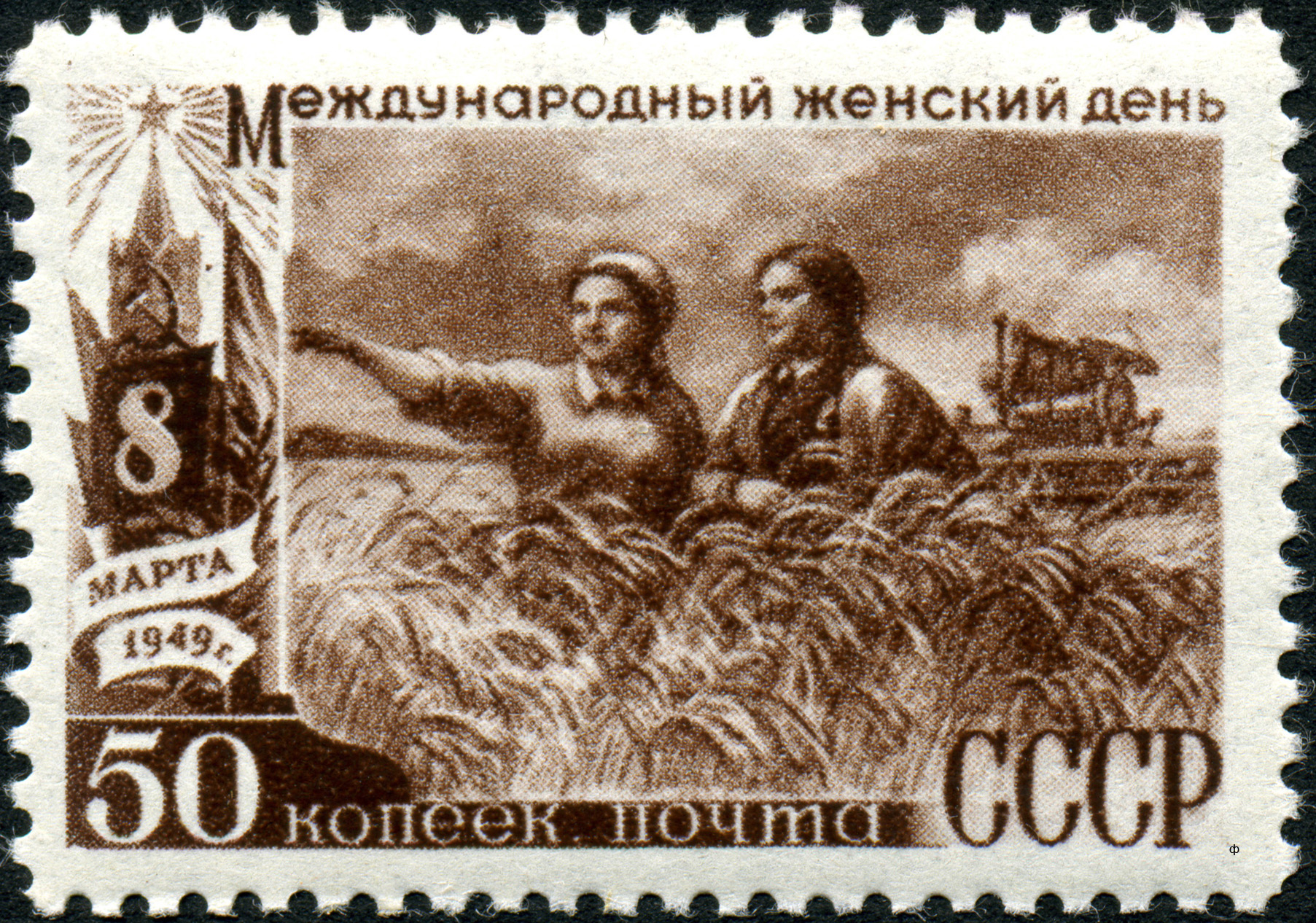
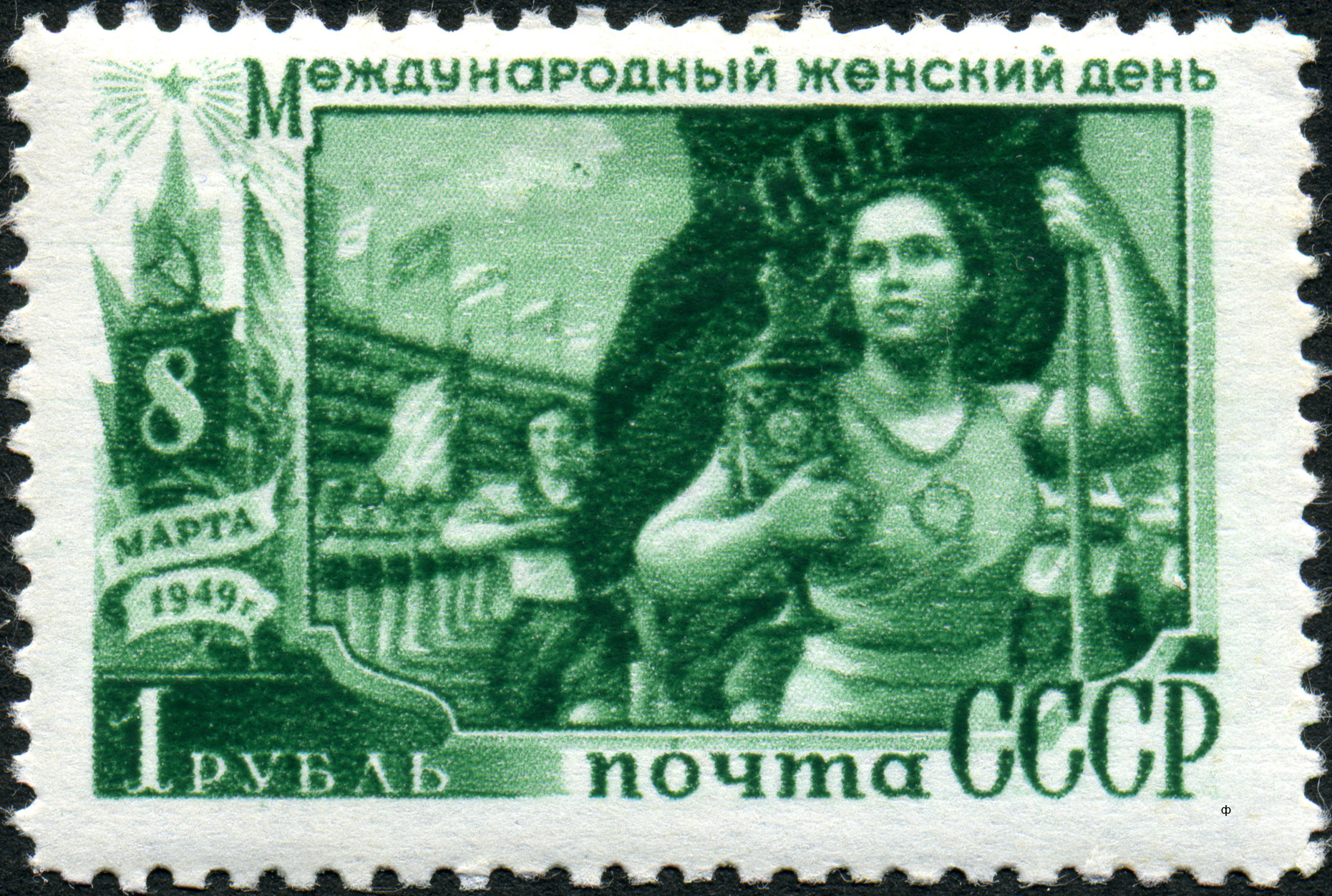
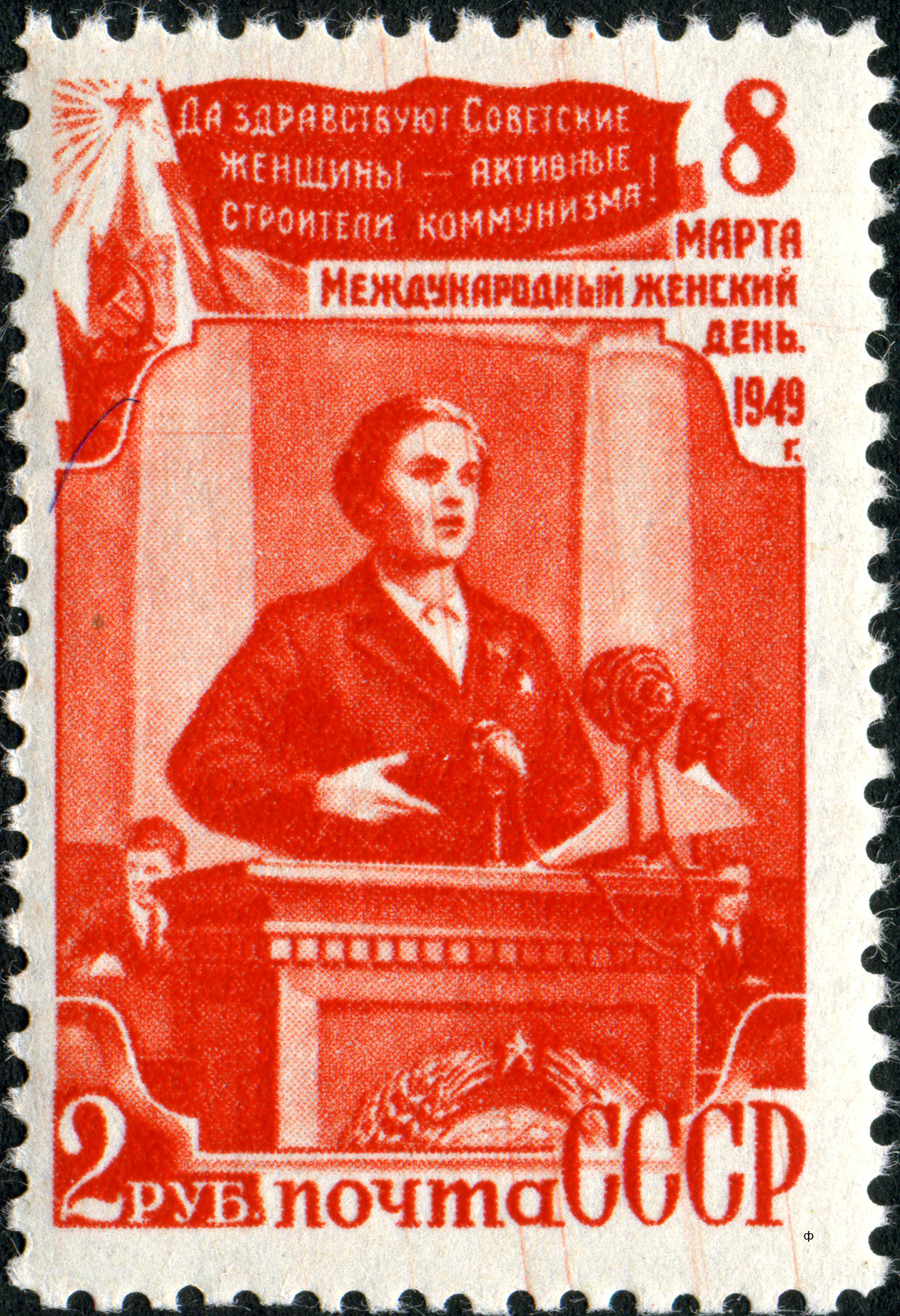

Отдельные марки в СССР выпускались в разные годы:

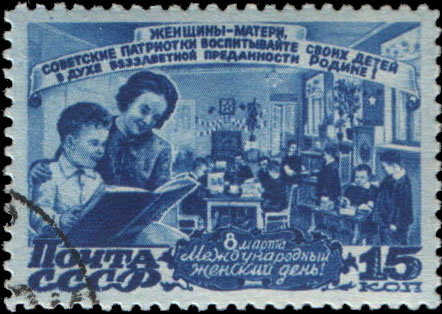
1947 год, 15 коп.
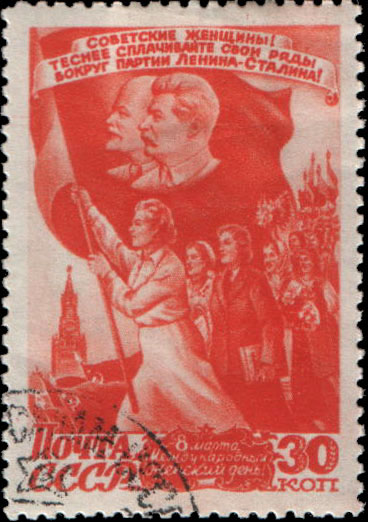
1947 год, 30 коп.
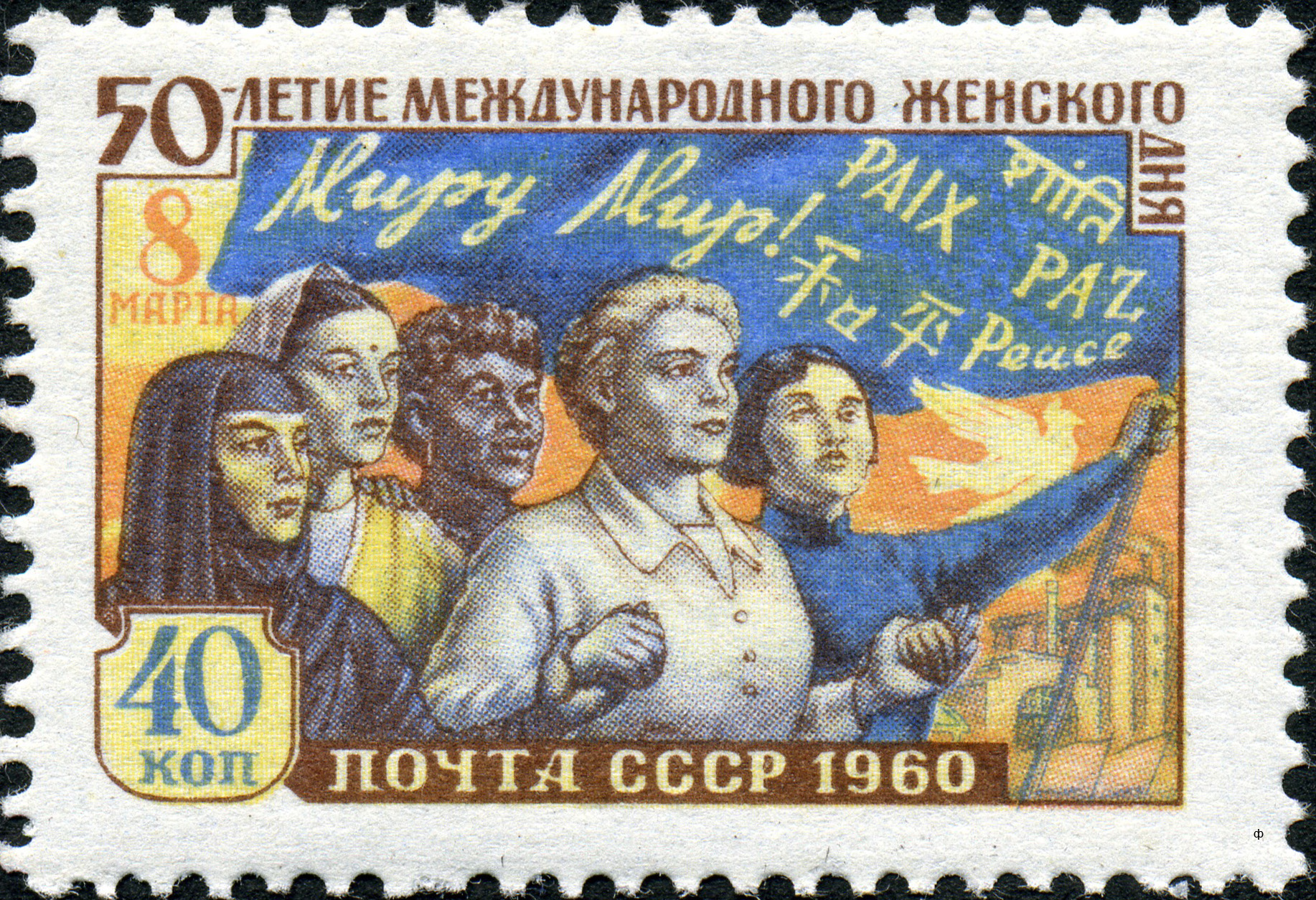
1960 год
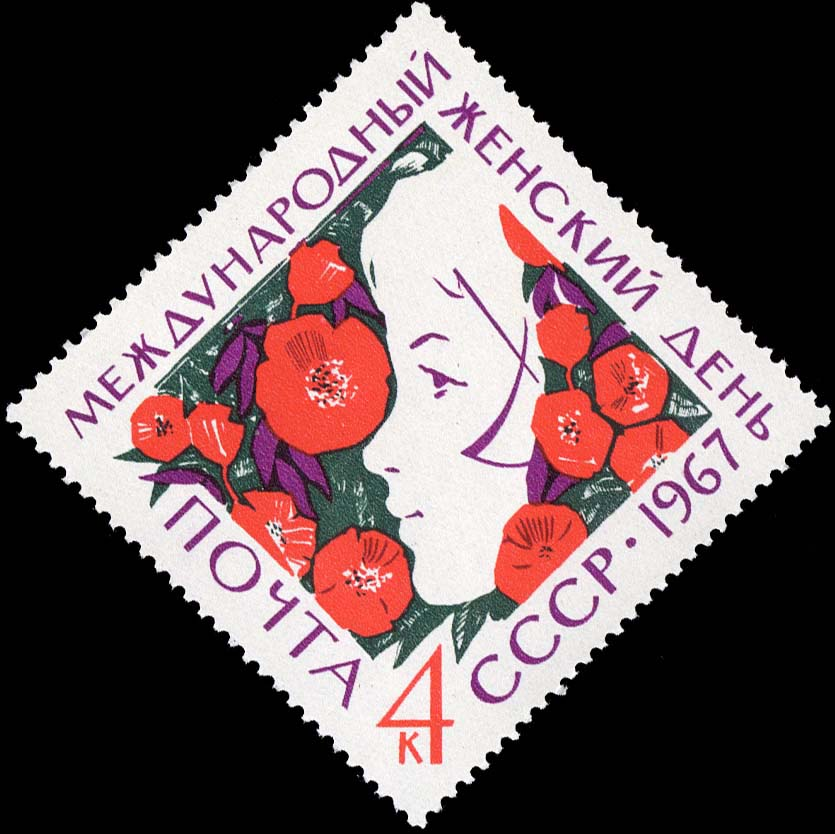
1967 год
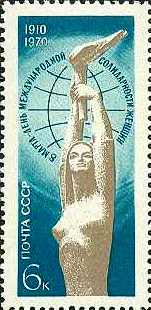
1970 год. 60-летие Международного женского дня - 8 Марта. Факел мира